# NGC 5556
NGC 5556 (również PGC 51245 lub UGCA 389) – galaktyka spiralna z poprzeczką (SBcd), znajdująca się w gwiazdozbiorze Hydry. Odkrył ją John Herschel 8 maja 1834 roku.